# Atlanta Hawks 2006-2007
La stagione 2006-07 degli Atlanta Hawks fu la 58ª nella NBA per la franchigia.
Gli Atlanta Hawks arrivarono quinti nella Southeast Division della Eastern Conference con un record di 30-52, non qualificandosi per i play-off.

## Roster
| N° | Naz.                   | Ruolo | Sportivo             | Anno | Alt. | Peso |
| -- | ---------------------- | ----- | -------------------- | ---- | ---- | ---- |
| 1  | Stati Uniti (bandiera) | GA    | Josh Childress       | 1983 | 203  | 95   |
| 2  | Stati Uniti (bandiera) | G     | Joe Johnson          | 1981 | 203  | 102  |
| 4  | Stati Uniti (bandiera) | A     | Matt Freije          | 1981 | 208  | 109  |
| 5  | Stati Uniti (bandiera) | A     | Josh Smith           | 1985 | 206  | 102  |
| 6  | Stati Uniti (bandiera) | G     | Cedric Bozeman       | 1983 | 198  | 94   |
| 7  | Stati Uniti (bandiera) | GA    | Dijon Thompson       | 1983 | 201  | 88   |
| 8  | Stati Uniti (bandiera) | G     | Anthony Johnson      | 1974 | 191  | 86   |
| 10 | Stati Uniti (bandiera) | G     | Tyronn Lue           | 1977 | 183  | 79   |
| 11 | Uruguay (bandiera)     | C     | Esteban Batista      | 1983 | 208  | 122  |
| 12 | Stati Uniti (bandiera) | G     | Speedy Claxton       | 1978 | 180  | 75   |
| 14 | Ucraina (bandiera)     | A     | Stanislav Medvedenko | 1979 | 208  | 113  |
| 20 | Stati Uniti (bandiera) | G     | Salim Stoudamire     | 1982 | 185  | 81   |
| 24 | Stati Uniti (bandiera) | A     | Marvin Williams      | 1986 | 206  | 104  |
| 27 | Georgia (bandiera)     | C     | Zaza Pachulia        | 1984 | 211  | 109  |
| 32 | Stati Uniti (bandiera) | GA    | Jeremy Richardson    | 1984 | 198  | 84   |
| 33 | Stati Uniti (bandiera) | A     | Shelden Williams     | 1983 | 206  | 113  |
| 36 | Stati Uniti (bandiera) | G     | Royal Ivey           | 1981 | 191  | 91   |
| 42 | Stati Uniti (bandiera) | AC    | Lorenzen Wright      | 1975 | 211  | 102  |
| 44 | Stati Uniti (bandiera) | A     | Solomon Jones        | 1984 | 208  | 104  |

## Staff tecnico
- Allenatore: Mike Woodson
- Vice-allenatori: Greg Ballard, Bob Bender, Herb Brown, Larry Drew, David Fizdale